# Provincia Chlef
Provincia Chlef (în arabă ولاية الشلف) este o unitate administrativă de gradul I (wilaya) a Algeriei. Reședința sa este orașul Chlef.

## Personalități
- Paul Robert, (1910 - 1980), avocat, lexicograf, editor francez